# Симонян, Рипсиме Левоновна
Рипсиме Левоновна Симонян (1916—1998) — армянский скульптор, профессор. Народный художник Армянской ССР.

## Биография
Родилась в 1916 году в городе Карс (Российская империя, ныне — Турция). В 1918 году вместе с семьей переехала в Тбилиси, где окончила школу и строительный техникум. В 1938 году поступила в Тбилисскую Академию художеств, на керамическое отделение скульптурного факультета (её учителями были скульпторы-керамисты Я. Николадзе и Б. Шебуев).
В 1943 году семья Симонян поселилась в Ереване, где Рипсиме практически сразу устроила персональную выставку керамических работ, после которой её приняли в члены Союза художников. В 1945 году, защитив диплом, получила звание скульптора–керамиста и создала в Союзе художников секцию прикладного искусства.
В 1946—1947 годах организовала первую поездку по районам Армении, чтобы ближе познакомиться с творчеством народных мастеров. Вскоре после этой поездки она начала выступать на съездах художников, конференциях и в печати с докладами об армянском декоративном искусстве и народном творчестве.
В 1947 году в Ереване начал работать фарфоровый завод, первым художником которого становится Р. Симонян. В 1948—1949 годах она занимала должность главного художника и скульптора завода.
В 1956 году организовала при скульптурном факультете Ереванского театрального института керамическое отделение. В 1965 году стала доцентом скульптурного факультета этого института.

### Семья
- Муж — Рубен Паронян, хирург.
- Сын — заслуженный архитектор Армении Арцвин Григорян[2][3].

## Творчество
1950–е годы прошли у Рипсиме Симонян под знаком увлечения фаянсом и фарфором. Ею создан целый ряд камерных портретных скульптур (1948—1956): композитора А. И. Хачатуряна, профессора К. С. Сараджева, поэтов А. Исаакяна и О. Туманяна, писателей С. Зоряна и Х. Абовяна, румынской оперной певицы Зинаиды Пали в ролях Кармен и Амнерис, профессоров Р. Л. Пароняна, С. М. Смиренского, а также статуэтки по фольклорным мотивам: «Цовинар», «Назели», серия «Народные танцы Армении».
Наиболее известные произведения Симонян, выполненные в фарфоре и фаянсе: блюдо «Армянская миниатюра» (1945); «Портрет отца» (фаянс, 1947); «Зангезурка» («Танцующая девушка в зеленом платье»); серия скульптур «Женщина в труде» (1949—1956); портрет В. И. Ленина (фаянс, 1950); «У прялки» (1952); настенное блюдо «Армянский орнамент» (1953); декоративный сосуд «Птица — Феникс» (1954); серия на тему армянских народных танцев — «Узундара», «Келе-Келе», «Назели»; «Печет лаваш» (1956), декоративная ваза «Седа у рояля» (1956); «Девушка с кувшином» (1958), настольная скульптура «У арфы» (1960).
Работы Р. Л. Симонян хранятся в Государственной картинной галерее Армении (Ереван), Литературном музее Армении (Ереван), доме–музее А. Исаакяна (Ереван), доме–музее С. Зоряна (Кировакан), мемориальном музее К. С. Сараджева (Ереван), Армянском драматическом театре в Тбилиси, Государственном музее керамики и «Усадьбе Кусково XVIII века» (Москва), Театре Советской Армии (Москва) и других местах.

## Награды и звания
- Народный художник Армянской ССР.
- Орден Дружбы народов (22.08.1986).

## Память
- В 2000 году была выпущена почтовая марка Армении, посвященная Симонян.